# Abell 671
Abell 671 è un ammasso di galassie situato prospetticamente nella costellazione del Cancro alla distanza di 658 milioni di anni luce dalla Terra (light travel time). È inserito nell'omonimo catalogo compilato da George Abell nel 1958.
È del tipo II-III secondo la classificazione di Bautz-Morgan.
IC 2378, IC 2380 e IC 2378 sono le galassie più luminose di Abell 671.